# Sylvain Mutombo Kabinga
Sylvain Mutombo Kabinga est un homme politique de la République démocratique du Congo et ministre délégué à la défense, chargé des anciens combattants du gouvernement Ilunga,.

## Biographie
Sylvain Mutombo est président du parti politique Rassemblement des patriotes anafricainistes (RPP) et coordinateur du Rassemblement des démocrates tshisekedistes (RDT). Son parti politique fait partie de la plateforme électorale Cap pour le changement (CACH) du président Félix Tshisekedi.